# 高麗美菜
高麗 美菜（こうらい みな、1987年6月7日 - ）は、神奈川県出身の元グラビアアイドル。

## プロフィール
- 身長：163cm、バスト：90cm（Fカップ）、ウエスト：58cm、ヒップ：83cm
- 趣味はグラビア鑑賞。特技はスノーボード。

## 出演

### イメージDVD
- ミナティ処刑執行（サンドリーム）
- 厳罰に処す（スパークビジョン）
- ミナティ崩壊（サンドリーム）
- Deep File vol.01（サンドリーム）
- LOVERS（スパークビジョン）共演：舞白
- ミナティチャンネル（スパークビジョン）
- ミナティ三昧（GPミュージアムソフト）
- 現役高校生LOVERS vol.1（スパークビジョン）共演：伊吹ゆい
- 女子高生チャンネル vol.12（スパークビジョン）

### 雑誌・広告
- ザ・ベストマガジンオリジナル
- 東京スポーツ
- スコラ
- windows100%
- パシャ!
- v station
- DVD&VIDEOvision
- Berrys
- ビデオボーイ
- kissui
- アサヒ芸能

### TV・WEB
- ザ・ベスト『スター誕生』
- WEB@DREAM-TV『ミナティ放送局』
- 産経新聞『ZAK THE QUEEN』
- FM葛飾『ギャラリンッぱ』

| スタブアイコン | サブスタブ | この項目は、まだ閲覧者の調べものの参照としては役立たない、アイドル（グラビアアイドル・ライブアイドル・ネットアイドル・レースクイーン・コスプレイヤーなどを含む）に関連した書きかけの項目です。この項目を加筆・訂正などしてくださる協力者を求めています（P:アイドル/PJ:芸能人）。 |